# Frovin Sieg
Frovin Sieg (født 23. juli 1924 i Aasted på Salling, død 5. december 2003) var en dansk maskinarbejder og møntsamler som var kendt for at udgive Sieg's møntkatalog. Sieg var udlært maskinarbejder og arbejdede i Norge og Grønland. I 1968 udgav han første gang Sieg's møntkatalog og flyttede til den nedlagte Ulbjerg Skole i Ulbjerg hvor han sammen med sin kone Birgit Sieg drev en virksomhed. Foruden at udgive møntkataloger producerede de også mapper og møntalbum for møntsamlere. Sieg opfandt og konstruerede selv maskinerne til at lave møntmapper. Han stoppede med at udgive kataloget i 1990, og rettighederne blev senere solgt til Pilegaard i Aalborg.
Sieg flyttede i 1999 til Møldrup hvor han boede til sin død i 2003. Sieg var gift med Birgit Sieg (1938-2010), og parret havde en datter.
Sieg var initiativtager til Lokal Historisk Arkiv i Ulbjerg.